# Collegio di Aberconwy
Aberconwy è stato un collegio elettorale gallese rappresentato alla Camera dei comuni del Parlamento del Regno Unito. Eleggeva un membro del parlamento con il sistema maggioritario a turno unico; il collegio è stato abolito in occasione della revisione periodica del 2024.

## Estensione
Il collegio venne creato dalla Boundary Commission for Wales ed è basato sul suo predecessore Conwy. aveva come centro Llandudno, Conwy e alcuni centri nei dintorni, come Deganwy e Penrhyn Bay, insieme alla Conwy Valley. L'altra principale città dell'ex collegio di Conwy, Bangor, divenne parte del collegio di Arfon.
I ward del Distretto di contea di Conwy che costituivano il collegio di Aberconwy erano Betws-y-Coed, Bryn, Caerhun, Capelulo, Crwst, Conwy, Craig Y Don, Deganwy, Eglwysbach, Gogarth, Gower, Llansanffraid Glan Conwy, Marl, Mostyn, Pandy, Pant Yr Afon/Penmaenan, Penrhyn, Pensarn, Trefriw, Tudno e Uwch Conwy.

## Membri del parlamento
| Elezione | Elezione | Deputato         | Partito          |
| -------- | -------- | ---------------- | ---------------- |
|          | 2010     | Guto Bebb        | Conservatore     |
|          | 2019     | Guto Bebb        | Indipendente     |
|          | 2019     | Robin Millar     | Conservatore     |
|          | 2024     | Collegio abolito | Collegio abolito |

## Elezioni

### Elezioni negli anni 2010
| Partito                    | Partito                                   | Candidato                  | Risultati 12 dicembre 2019 | Risultati 12 dicembre 2019 |
| Partito                    | Partito                                   | Candidato                  | Voti                       | %                          |
| -------------------------- | ----------------------------------------- | -------------------------- | -------------------------- | -------------------------- |
|                            | Conservatore                              | Robin Millar               | 14 687                     | 46,09                      |
|                            | Laburista                                 | Emily Owen                 | 12 653                     | 39,71                      |
|                            | Plaid Cymru                               | Lisa Goodier               | 2 704                      | 8,49                       |
|                            | Lib Dem                                   | Robert Edwards             | 1 821                      | 5,71                       |
|                            |                                           |                            |                            |                            |
| Iscritti                   | Iscritti                                  | Iscritti                   | 44 699                     | 100,00                     |
| ↳ Votanti (% su iscritti)  | ↳ Votanti (% su iscritti)                 | ↳ Votanti (% su iscritti)  | 31 865                     | 71,29                      |
| ↳ Astenuti (% su iscritti) | ↳ Astenuti (% su iscritti)                | ↳ Astenuti (% su iscritti) | 12 834                     | 28,71                      |
|                            |                                           |                            |                            |                            |
|                            | Esito: collegio confermato a Conservatore |                            |                            |                            |

| Partito                    | Partito                                   | Candidato                  | Risultati 8 giugno 2017 | Risultati 8 giugno 2017 |
| Partito                    | Partito                                   | Candidato                  | Voti                    | %                       |
| -------------------------- | ----------------------------------------- | -------------------------- | ----------------------- | ----------------------- |
|                            | Conservatore                              | Guto Bebb                  | 14 337                  | 44,59                   |
|                            | Laburista                                 | Emily Owen                 | 13 702                  | 42,62                   |
|                            | Plaid Cymru                               | Wyn Elis Jones             | 3 170                   | 9,86                    |
|                            | Lib Dem                                   | Sarah Lesiter-Burgess      | 941                     | 2,93                    |
|                            |                                           |                            |                         |                         |
| Iscritti                   | Iscritti                                  | Iscritti                   | 45 281                  | 100,00                  |
| ↳ Votanti (% su iscritti)  | ↳ Votanti (% su iscritti)                 | ↳ Votanti (% su iscritti)  | 32 150                  | 71,00                   |
| ↳ Astenuti (% su iscritti) | ↳ Astenuti (% su iscritti)                | ↳ Astenuti (% su iscritti) | 13 131                  | 29,00                   |
|                            |                                           |                            |                         |                         |
|                            | Esito: collegio confermato a Conservatore |                            |                         |                         |

| Partito                    | Partito                                   | Candidato                  | Risultati 7 maggio 2015 | Risultati 7 maggio 2015 |
| Partito                    | Partito                                   | Candidato                  | Voti                    | %                       |
| -------------------------- | ----------------------------------------- | -------------------------- | ----------------------- | ----------------------- |
|                            | Conservatore                              | Guto Bebb                  | 12 513                  | 41,51                   |
|                            | Laburista                                 | Mary Wimbury               | 8 514                   | 28,24                   |
|                            | Plaid Cymru                               | Dafydd Meurig              | 3 536                   | 11,73                   |
|                            | UKIP                                      | Andrew Haigh               | 3 467                   | 11,50                   |
|                            | Lib Dem                                   | Victor Babu                | 1 391                   | 4,61                    |
|                            | Verdi                                     | Petra Haig                 | 727                     | 2,41                    |
|                            |                                           |                            |                         |                         |
| Iscritti                   | Iscritti                                  | Iscritti                   | 45 540                  | 100,00                  |
| ↳ Votanti (% su iscritti)  | ↳ Votanti (% su iscritti)                 | ↳ Votanti (% su iscritti)  | 30 148                  | 66,20                   |
| ↳ Astenuti (% su iscritti) | ↳ Astenuti (% su iscritti)                | ↳ Astenuti (% su iscritti) | 15 392                  | 33,80                   |
|                            |                                           |                            |                         |                         |
|                            | Esito: collegio confermato a Conservatore |                            |                         |                         |

| Partito                    | Partito                                         | Candidato                  | Risultati 6 maggio 2010 | Risultati 6 maggio 2010 |
| Partito                    | Partito                                         | Candidato                  | Voti                    | %                       |
| -------------------------- | ----------------------------------------------- | -------------------------- | ----------------------- | ----------------------- |
|                            | Conservatore                                    | Guto Bebb                  | 10 734                  | 35,82                   |
|                            | Laburista                                       | Ronnie Hughes              | 7 336                   | 24,48                   |
|                            | Lib Dem                                         | Mike Priestley             | 5 786                   | 19,31                   |
|                            | Plaid Cymru                                     | Phil Edwards               | 5 341                   | 17,82                   |
|                            | UKIP                                            | Mike Wieteska              | 632                     | 2,11                    |
|                            | Cristiano                                       | Louise Wynne Jones         | 137                     | 0,46                    |
|                            |                                                 |                            |                         |                         |
| Iscritti                   | Iscritti                                        | Iscritti                   | 44 592                  | 100,00                  |
| ↳ Votanti (% su iscritti)  | ↳ Votanti (% su iscritti)                       | ↳ Votanti (% su iscritti)  | 29 966                  | 67,20                   |
| ↳ Astenuti (% su iscritti) | ↳ Astenuti (% su iscritti)                      | ↳ Astenuti (% su iscritti) | 14 626                  | 32,80                   |
|                            |                                                 |                            |                         |                         |
|                            | Esito: collegio a Conservatore (nuovo collegio) |                            |                         |                         |

## Risultati dei referendum

### Referendum sulla permanenza del Regno Unito nell'Unione europea del 2016
|             | Collegio  | Lasciare UE % | Rimanere in UE % |
| ----------- | --------- | ------------- | ---------------- |
|             | Aberconwy | 53,3%         | 46,7%            |
| Galles      | 52,5%     | 47,5%         |                  |
| Regno Unito | 51,9%     | 48,1%         |                  |